# Große Schlenkerspitze
Große Schlenkerspitze – szczyt w Alpach Lechtalskich, części Północnych Alp Wapiennych. Leży w Austrii w kraju związkowym Tyrol.
Pierwszego wejścia w 1882 r. dokonali Spiehler i Friedel.